# Patrick Krémer
Pour l’article homonyme, voir Kremer.
Patrick Krémer, né à Liège en 1955, est un écrivain belge francophone. Auteur d'un récit et de nombreuses nouvelles, il s'est particulièrement intéressé au surréalisme en assurant l'édition d'ouvrages de deux auteurs peu connus du Grand Jeu, groupe fondé par René Daumal et Roger Gilbert-Lecomte : André Rolland de Renéville et Pierre Minet. Auteur de nombreuses publications en revues, il est aussi à l'origine de la création de la revue Courant d'Ombres (1995-1999).

## Œuvres
- Histoires de l'homme (L'Escampette, 1996)
- Sciences maudites et poètes maudits d'André Rolland de Renéville (Le Bois d'Orion, 1997)
- En mal d'aurore. Journal 1932-1975, de Pierre Minet (Le Bois d'Orion, 2002)
- Rimbaud le Voyant, d'André Rolland de Renéville (Le Grand Souffle, 2003)